# Pierre Bernac

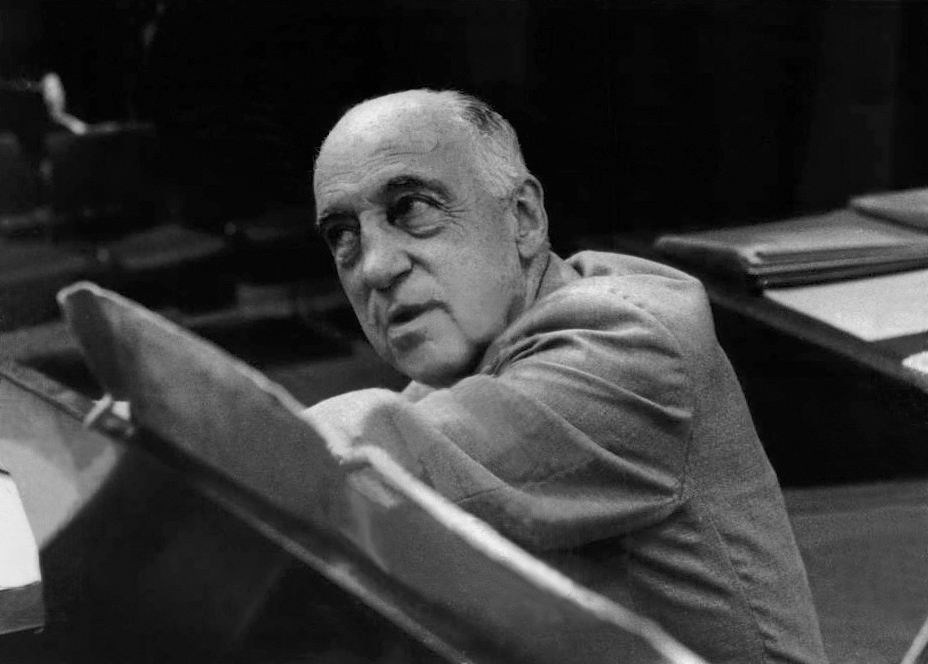

Pierre Bernac (París, 12 de enero de 1899 - Villeneuve-lès-Avignon, 17 de octubre de 1979) fue un barítono francés, considerado el máximo exponente en su generación de la canción de cámara en idioma francés. Su voz es la del típico representante del Barítono Martin.

## Biografía
Estudió en Salzburgo con Reinhold von Wahrlich, debutando en 1921. El compositor Francis Poulenc escribió series de canciones para él, que estrenó Chansons gaillardes en 1926. Poulenc como acompañante lo secundó hasta su retiro en 1960. Formaron un dúo legendario y el primero en que tanto cantante como acompañante tenían la misma relevancia.
Fue asimismo un famoso maestro de canto en Fontainebleau y París. Entre sus discípulos se contaron Gérard Souzay, Mattiwilda Dobbs, Elly Ameling, Jessye Norman, Bruno Laplante, Bernard Kruysen, Margreet Honig, Michel Piquemal y Gerda Hartmann.
Aparte de Poulenc, compusieron para su voz André Jolivet, Henri Sauguet y Jean Françaix.
Nunca se casó ni tuvo hijos. Falleció de infarto del miocardio.

## Publicaciones
- Francis Poulenc: The Man and His Songs (NY: Norton, 1977)
- The Interpretation of French Song (NY: Praeger, 1970)

## Discografía
Acompañado por Francis Poulenc:
- Francis Poulenc: Dans le jardin d'Anna, Le Bestiaire ou Cortège d'Orphée, Le Pont, Montparnasse, La Grenouillère, Banalités, Calligrammes (poèmes d'Apollinaire), Epitaphe, Chansons Gaillardes.
- Francis Poulenc: Cinq poèmes, La Fraîcheur et le Feu, Tel jour telle nuit, Le travail du peintre (poèmes de Paul Éluard), C. (poème de Louis Aragon), Le Disparu (poème de Robert Desnos), Paul et Virginie (poème de Raymond Radiguet), Parisiana (poème de Max Jacob).
- Francis Poulenc': Banalités, Calligrammes (poèmes de Guillaume Apollinaire), Chansons villageoises (poèmes de Maurice Fombeure), Quatre poèmes de Guillaume Apollinaire, Tu vois le feu du soir, Main dominée par le coeur (poèmes de Paul Éluard) / Claude Debussy: Beau soir (poème de Paul Bourget), L'échelonnement des haies (poème de Paul Verlaine), Le promenoir des deux amants / Maurice Ravel : Histoires naturelles (Jules Renard), Mélodies hébraïques / Erik Satie: La statue de bronze (Léon-Paul Fargue), Daphénéo (M. God), le Chapelier (René Chalupt). Réf Masterworks Portrait Mélodies Sony 1CD.
- Francis Poulenc. Aubade. Sinfonietta. Suite française. Stabat mater. Mélodies : Georges Prêtre, Paris en 1955, 1958, 1960, 1961.
- Francis Poulenc. Le bal masqué. Elégie pour cor et piano. Sonate pour flûte et piano. Trio pour piano, hautbois et basson. Francis Poulenc, Jean-Pierre Rampal, Louis Frémaux.

- Louis Beydts: La lyre et les amours (cycle).
- Emmanuel Chabrier: Mélodies (6) (L'ile heureuse).
- Ernest Chausson: Mélodies (7) Op. 2 (VII: Le Colibri)
- Claude Debussy: Chansons de France (3) L. 102, Fêtes galantes (3) (cycle) Set II, L. 104 (III: Colloque sentimental), Ballades de François Villon (3) L.119.
- Henri Duparc: Soupir ("Ne jamais la voir"), L'invitation au voyage ("Mon enfant, ma sœur").
- Gabriel Fauré: Après un rêve ("Dans un sommeil") Op. 7/1, Le secret ("Je veux que le matin l'ignore le nom")Op. 23/3, Aurore Op. 39/1, Songs (2) Op. 83, MiragesOp. 113 (No.3, Jardin nocturne).
- Charles Gounod: Sérénade, pour voix, & piano & harmonium, Ce que je suis sans toi, Au rossignol, Venise, Prière, Chanson du printemps, L'absent, Viens, les gazons sont verts, Envoi de fleurs, Mignon.
- Franz Liszt: Freudvoll und Leidvoll (I & II) S. 280 (LW N23/1-2), Es muss ein Wunderbares sein, Nimm einen Strahl der Sonne (Ihr Auge).
- Darius Milhaud: Poèmes de Léo Latil (4) Op. 20 (IV: la Tourterelle).
- Francis Poulenc: Chansons gaillardes FP 42 (IV: Invocation aux Parques), Chansons gaillardes FP 42 (VII: la belle jeunesse), Métamorphoses FP 121, Le bestiaire (Cortège d'Orphée) FP 15a, Montparnasse ("O porte de l'hôtel avec deux plantes vertes") FP 127/1, Deux poèmes de Guillaume Apollinaire FP 94 (I: Dans le Jardin d'Anna), Deux poèmes de Louis Aragon FP 122, Tel jour, telle nuit (cycle) FP 86, Le travail du peintre (cycle) FP 161, L'histoire de Babar, le petit éléphant.
- Maurice Ravel: Don Quichotte à Dulcinée.
- Albert Roussel: Poèmes (4) Op. 3 (III: le Jardin Mouillé), Mélodies (2) Op. 50 (I: Cœur en Péril).
- Erik Satie: Mélodies (3) de 1916 (I: la statue de bronze), Mélodies (3) de 1916 (III: le chapelier).
- Robert Schumann: Lieder und Gesänge (5), Dichterliebe song Op. 48.
- Pierre Vellones: A mon fils.